# 1997 YQ19
1997 YQ19 är en asteroid i huvudbältet som upptäcktes den 27 december 1997 av Beijing Schmidt CCD Asteroid Program vid Xinglong-observatoriet.
Asteroiden har en diameter på ungefär 9 kilometer.